# アルメニア (キンディオ県)
アルメニアはコロンビアの中西部、キンディオ県の県都。首都ボゴタの西265kmに位置する。コーヒーの生産地として有名で、ペレイラ、マニサレスとともに「コーヒー・トライアングル」の一角をなしている。人口約30万人。

## 歴史
1889年10月14日、Tigrero（「虎殺し」の意・ここでの虎とはジャガーのこと）の異名で知られるJesús María Ocampoによって建設された。OcampoはGallo将軍から逃れて潜伏するためにこの地へたどり着いたのだが、交易所を開設し移住者を募った。人口はすぐに100名を超え、政府からの公認を得た。はじめは当時の大統領の名に因んでVilla Holguínと呼ばれていたが、オスマン帝国によるアルメニア人虐殺をきっかけにアルメニアと改称したと信じられている。
アルメニアは急速に発展したが、周囲を山に囲まれているため輸送手段はラバくらいで非常に限られていた。1927年になってようやくバジェ・デル・カウカ県のサルサルまでの舗装道路が通じた。
この近辺はガラパゴスプレートの活動の影響で地震が多いのだが、1999年1月25日にはモーメント・マグニチュード6.2のコロンビア・キンディオ地震のため死者およそ1,900名という被害を受けている。

## 経済
急速な経済的成長からCiudad Milagro（奇跡の都市）と呼ばれることも多い。主な産業はコーヒー、プランテーン、バナナの生産であるが、南部の低地は気候が温暖でレジャー施設の開発が行われている。

## 交通
13 km南西にエル・エデン国際空港がある。

## 教育
1960年設立のキンディオ大学があり、人文科学、健康科学、工学、経済経営学、教育学、基礎理工学、農業経済の7学部を擁している。

## 観光
ロス・ネバドス国立自然公園へのアクセス都市となっている。